# 4 август
4 август е 216-ият ден в годината според григорианския календар (217-и през високосна). Остават 149 дни до края на годината.

## Събития
- 1693 г. – Смята се за датата на създаването на шампанското от бенедиктинския монах Дом Периньон.
- 1704 г. – Войната за испанското наследство: Гибралтар е завладян от английска и холандска флотилия под командването на британския адмирал сър Джордж Рук в съюз с ерцхерцог Карл
- 1782 г. – Волфганг Амадеус Моцарт сключва брак с Констанце Вебер
- 1791 г. – Подписан е Свищовският договор, с който се слага край на Австро-турската война (1787 – 1791).
- 1836 г. – В Кремъл камбаната Цар Камбана е поставена на каменен пиедестал.
- 1870 г. – В германския град Баден-Баден завършва един от първите международни шахматни турнири.
- 1879 г. – Княжество България освобождава от мито стоките, внасяни от Македония, Одринско и Източна Румелия.
- 1879 г. – Елзас и Лотарингия са провъзгласени за територия на Германия.
- 1903 г. – Пий X е избран за 257. римски папа.
- 1914 г. – Първа световна война: Германия нахлува в Белгия, в отговор на което Великобритания обявява война на Германия. Съединените щати обявяват неутралитет.
- 1916 г. – Първа световна война: Либерия обявява война на Германия.
- 1936 г. – Министър-председателят на Гърция Йоанис Метаксас суспендира парламента и Конституцията и установява Режима от 4 август.
- 1957 г. – Аржентинецът Хуан Мануел Фанджо за пети път става победител в състезанията от Формула 1.
- 1964 г. – Тонкински инцидент: Американските разрушители USS Maddox и USS Turner Joy докладват за сблъсък със северновиетнамски плавателни съдове в Тонкинския залив.
- 1983 г. – В резултат на държавен преврат в Горна Волта (днес Буркина Фасо) президент става Томас Санкара.
- 1984 г. – Африканската република Горна Волта се преименува на Буркина Фасо.
- 1995 г. – Хърватия започва Операция Буря, за да си възвърне анклавa, обявен за Република Сръбска Крайна и намиращ се от 4 години под контрола на сръбското малцинство.
- 1996 г. – В Атланта (САЩ) са закрити 26-те Олимпийски игри.
- 2007 г. – Изстрелян е космическият апарат на НАСА Финикс.

## Родени
- 1521 г. – Урбан VII, римски папа († 1590 г.)
- 1713 г. – Елизабета Албертина фон Сакс-Хилдбургхаузен, германска принцеса († 1761 г.)
- 1787 г. – Александър Алябиев, руски композитор († 1851 г.)
- 1792 г. – Пърси Шели, британски поет († 1822 г.)
- 1834 г. – Джон Вен, британски логик и философ († 1923 г.)
- 1859 г. – Кнут Хамсун, норвежки писател, Нобелов лауреат през 1920 († 1952 г.)
- 1890 г. – Ерих Вайнерт, немски поет († 1953 г.)
- 1900 г. – Елизабет Боуз-Лайън, британска кралица († 2002 г.)
- 1901 г. – Луис Армстронг, американски музикант († 1971 г.)
- 1904 г. – Витолд Гомбрович, полски романист († 1969 г.)
- 1910 г. – Уилям Шуман, американски композитор († 1992 г.)
- 1911 г. – Михаил Ботвиник, руски шахматист († 1995 г.)
- 1916 г. – Елена Стефанова, българска актриса († 2010 г.)
- 1920 г. – Иван Кръстев, български писател († 2013 г.)
- 1921 г. – Морис Ришар, канадски хокеист († 2000 г.)
- 1925 г. – Александър Сталийски, български политик († 2004 г.)
- 1925 г. – Манол Манолов, български футболист († 2008 г.)
- 1930 г. – Любомир Димитров, български актьор († 2001 г.)
- 1933 г. – Тодор Андрейков, български кинокритик и киноисторик († 1997 г.)
- 1938 г. – Саймън Престън, американски диригент († 2022 г.)
- 1942 г. – Огнян Сапарев, български политик
- 1951 г. – Валди Тотев, български музикант
- 1955 г. – Били Боб Торнтън, американски актьор
- 1958 г. – Марио Тагарински, български политик
- 1961 г. – Барак Обама, 44-ти президент на САЩ, Нобелов лауреат през 2009 г.
- 1961 г. – Веселин Маринов, български певец
- 1967 г. – Цветелина Узунова, българска журналистка
- 1968 г. – Даниъл Дей Ким, американски актьор
- 1968 г. – Илиян Киряков, български футболист
- 1968 г. – Хироши Куротаки, японски пианист
- 1969 г. – Диего Латоре, аржентински футболист
- 1969 г. – Макс Кавалера, бразилски музикант
- 1973 г. – Деян Статулов, български кинокритик и сценарист
- 1981 г. – Владимир Атъпов, български волейболист
- 1981 г. – Меган Маркъл, британска херцогиня и бивша актриса
- 1982 г. – Жечо Станков, български политик и икономист
- 1984 г. – Карлос Веласкес, пуерторикански боксьор
- 1977 г. – Луиш Боа Морте, португалски футболист
- 1988 г. – Том Паркър, британски певица (The Wanted)
- 1989 г. – Уан Хао, китайски шахматист
- 1992 г. – Кол и Дилан Спраус, американски актьори-близнаци
- 1998 – Киметриус Кристофър Фууз (Lil Skies), американски рапър

## Починали
- 1060 г. – Анри I, крал на Франция (* 1008 г.)
- 1306 г. – Вацлав III, унгарски, чешки и полски крал (* 1289 г.)
- 1578 г. – Себастиан I, крал на Португалия (* 1554 г.)
- 1816 г. – Франсоа-Андре Венсан, френски художник (* 1746 г.)
- 1875 г. – Ханс Кристиян Андерсен, датски писател и поет (* 1805 г.)
- 1900 г. – Исак Левитан, руски художник (* 1860 г.)
- 1922 г. – Енвер паша, турски военачалник (* 1881 г.)
- 1924 г. – Иван Ангелов, български живописец (* 1864 г.)
- 1930 г. – Зигфрид Вагнер, германски композитор (* 1869 г.)
- 1948 г. – Милева Марич, сръбска математичка (* 1875 г.)
- 1962 г. - Мерилин Монро, американска актриса (* 1926 г.)
- 1977 г. – Сър Едгар Дъглас Ейдриън, британски физиолог, Нобелов лауреат през 1932 г. (* 1889 г.)
- 1978 г. – Иван Леков, български езиковед и славист (* 1904 г.)
- 1985 г. – Иван Радоев, български футболист (* 1901 г.)
- 1989 г. – Люба Енчева, българска пианистка (* 1914 г.)
- 1991 г. – Емил Чакъров, български диригент (* 1948 г.)
- 1998 г. – Юрий Артюхин, съветски космонавт (* 1930 г.)
- 2003 г. – Фредерик Робинс, американски педиатър, Нобелов лауреат през 1954 г. (* 1916 г.)
- 2004 г. – Методи Димов, български писател и общественик (* 1938 г.)
- 2007 г. – Константин Коцев, български комедиен и драматичен актьор (* 1926 г.)
- 2011 г. – Наоки Мацуда, японски футболист (* 1977 г.)

## Празници
- Буркина Фасо – Годишнина от революцията (1984 г.)
- Острови Кук – Ден на конституцията (1981 г., национален празник)
- САЩ – Ден на бреговата охрана